# Natalie Saville
 Natalie Saville (Sydney, 9 juli 1978) is een Australische snelwandelaarster. Ze nam eenmaal deel aan de Olympische Spelen, maar bleef medailleloos. Ze werd één keer Australisch kampioene op de 10 km snelwandelen.

## Loopbaan
In 2002 eindigde Saville vierde op de 20 km snelwandelen op de Gemenebestspelen 2002. Twee jaar later, op de Olympische Spelen van 2004 in Athene, eindigde Saville op hetzelfde onderdeel als 36e in een tijd van 1:33.35.
In 2006 wandelde Natalie Saville naar de zilveren medaille op de Gemenebestspelen op de 20 km snelwandelen. Deze wedstrijd werd gewonnen door haar zus Jane Saville.
Saville wordt gecoacht door haar zwager Matthew White, een vroegere Australische wielrenner, die tegenwoordig ploegleider is van een wielerploeg (Team Garmin-Transitions).

## Titels
- Australisch kampioene 10 km snelwandelen – 2006

## Persoonlijke records
Baan
| Onderdeel             | Prestatie | Datum            | Plaats   |
| --------------------- | --------- | ---------------- | -------- |
| 3000 m snelwandelen   | 12.56,38  | 14 februari 2004 | Sydney   |
| 5000 m snelwandelen   | 21.44,60  | 6 januari 1996   | Sydney   |
| 10.000 m snelwandelen | 46.00,93  | 9 februari 2002  | Canberra |

Weg
| Onderdeel          | Prestatie | Datum         | Plaats    |
| ------------------ | --------- | ------------- | --------- |
| 10 km snelwandelen | 46.19     | 19 april 1997 | Podebrady |
| 20 km snelwandelen | 1:31.34   | 2 mei 2004    | Naumburg  |

## Palmares

### 5000 m snelwandelen
- 1994: 11e WJK - 22.48,42
- 1996: DQ WJK

### 10 km snelwandelen
- 1997: 48e Wereldbeker - 46.19

### 20 km snelwandelen
- 2002: 4e Gemenebestspelen – 1:42.38
- 2004: 25e Wereldbeker - 1:31.34
- 2004: 36e OS - 1:33.35
- 2005: 5e Universiade - 1:36.42
- 2006:  Gemenebestspelen - 1:33.33
- 2006: 28e Wereldbeker - 1:34.51
- 2008: 37e Wereldbeker - 1:36.32